# Tannöd (Film)
Tannöd ist ein Kriminalfilm aus dem Jahr 2009, der auf dem gleichnamigen Roman von Andrea Maria Schenkel basiert. Regie führte Bettina Oberli, die gemeinsam mit Petra Lüschow auch das Drehbuch verfasste. Zu den Darstellern gehören Julia Jentsch und Monica Bleibtreu in ihrer letzten Rolle.

## Handlung
Auf dem abgelegenen Bauernhof „Tannöd“ in Bayern wurde die unbeliebte Großfamilie Danner samt Kindern und Magd auf grausame Weise in einer Gewitternacht erschlagen.
Zwei Jahre später kommt die junge Kathrin ins Dorf, um ihre Mutter zu beerdigen, und wird mit der immer noch unaufgeklärten Tat konfrontiert. Bald wird klar, dass die Dorfbewohner einerseits eisern zusammenhalten, andererseits ein Geflecht aus gegenseitigem Hintergehen und Intrigieren verdecken. Der Film erzählt – ebenso wie das Buch – schrittweise verzahnt in häufigen Zeitsprüngen a) die Zustände auf dem Tannödhof vor dem Mord, b) die Abläufe in der Mordnacht und c) die Erlebnisse Kathrins zwei Jahre später.
Da der alte Danner ein unausstehlicher Geizkragen war, bedauert seine Ermordung niemand wirklich, nur für die übrige Familie wird Mitleid empfunden, vor allem für die zwei kleinen Kinder. Das Geld Danners wurde nicht entwendet und kommt als Tatmotiv nicht in Betracht. Die alte Traudl Krieger, Schwester der getöteten Magd, verdächtigt alle und jeden und macht sich daher allseits unbeliebt. Der Pfarrer offenbart Kathrin, dass Barbara Danner am Tag vor dem Mord bei ihm habe beichten wollen, aber nichts Konkretes gesagt habe. Zunächst wurde ein Landstreicher verdächtigt, der tatsächlich im Stall des Tannödhofes übernachtet und die Mordtaten mitangesehen hat.
Georg Hauer, der Gastgeber Kathrins, war unsterblich in Barbara verliebt und hatte ihr ein Medaillon geschenkt, das sie immer um den Hals trug. Er versuchte sie zu überreden, mit der ganzen Familie sich ihm anzuschließen, zumal jeder wusste, dass der alte Danner nicht nur sie, sondern viele Frauen des Dorfes sexuell missbrauchte, was seiner Frau bewusst war, aber um des lieben Friedens willen geduldet wurde – Kathrin erfährt, dass sogar sie selbst Danners Tochter ist, worüber ihre Mutter niemals geredet hat. Es kam zum Streit, bei dem Georg Hauer die Beherrschung verlor und die gesamte Familie abschlachtete.
Als Kathrin beobachtet, wie Georg ein für sie nicht erkennbares Kleinod – das Medaillon – aus einer Holzschachtel nimmt, ahnt sie, dass Georg der Mörder ist, und verlässt das Dorf unverzüglich wieder – ebenso wie damals der Landstreicher.

## Hintergrund
Die Dreharbeiten zu Tannöd fanden vom September bis November 2008 im Kreis Siegen-Wittgenstein, in der Eifel und den Ardennen statt. Der Film feierte am 15. November 2009 in Berlin Premiere und kam am 19. November 2009 in die deutschen Kinos. Regisseurin Bettina Oberli erhielt 2010 den Zürcher Filmpreis. Wie das Buch verarbeitet auch der Film Details eines Mordfalls, der sich 1922 auf dem nicht mehr existenten oberbayerischen Einödhof Hinterkaifeck ereignete.
Ebenfalls 2009 entstand der Film Hinter Kaifeck, der dasselbe Thema behandelte.

## Kritik
Insgesamt war die Kritik von Tannöd nicht überzeugt. In einer „grandiosen“, „meisterlichen“ Einführung schaffe Oberli eine unheilvolle Atmosphäre, danach falle die Qualität jedoch ab. Laut taz produzierten die Regisseurin und ihr Kameramann „Atmosphäre, Atmosphäre, Atmosphäre. Jede Menge Dräuendes und Drängendes ist in die Bilder gepackt.“ Bemängelt wurde die dramatische Konstruktion. Eine normale Krimispannung gebe es nicht (Cinema), „für einen wirklichen Thriller fehlt die Dramaturgie“ (taz).

„Alle Beteiligten, von der Regie bis zu den Schauspielern, sind an die Aufgabe, aus einem merkwürdig quer stehenden Text, der, wie man so sagt, einen Nerv getroffen hat, ein mainstreamfähiges Stück Qualitätskino zu machen, mit handwerklichem Geschick und künstlerischer Leidenschaft herangegangen. Meistenteils. Fatalerweise aber war diese Aufgabe von Anfang an unlösbar. So bleiben von dem, was hätte ein revivre von Heimat als Horror werden sollen, nur die Spuren einander durchkreuzender Genres und Konzepte.“